# Трансгенерационная передача
Трансгенерационная передача (передача через поколения) — термин и научная концепция в психологии и психотерапии, означающие негенетическую наследственную передачу психотравматиченого опыта последующим поколениям. Основывается на исследованиях бессознательного семейного наследия в психоанализе З.Фрейда, юнгианского психоанализа, семейной терапии. Обоснованы в концептах «Синдрома предков» (Шутценбергер), «склеп» (Николя Абраам), «двойных идентичностей» (Кампенхаут), «семейного мандата», «невидимых лояльностей» (Buzormeni-Nagy), «горячей картофелины» (English). Является составной частью механизма трансгенерационной травмы.[уточнить]

## Применение в психотерапии
В психотерапии используется модель трансгенерационной передачи семейных сценариев, имеющая название синдром предков. Применяется исследование и построение ретроспективной цепи связей событий в жизни поколений. В том числе в подходе позитивной психотерапии рассматриваются социально-исторические факторы, обусловившие и спровоцировавшие психотравмирующие события в прошлом поколений рода.
Трансгенерационная передача травматичного опыта предков называется трансгенерационная травма в том числе — коллективная.
Большое значение психологическому состоянию современников придается в исследованиях семейных трансгенерационных сценариев наследия холокоста .
Развивается научное направление изучения трансгенерационных связей в современной психотерапии